# Cazurra
Cazurra is een gemeente in de Spaanse provincie Zamora in de regio Castilië en León met een oppervlakte van 8,39 km². Cazurra telt 82 inwoners (1 januari 2016).

## Demografische ontwikkeling
Bron: INE, 1857-2011: volkstellingen